# Флейге, Карл
Карл Флейге (нем. Karl Fleige; 5 сентября 1905, Хильдесхайм — 16 декабря 1975, Эрцхаузен) — немецкий офицер-подводник, капитан-лейтенант (1 апреля 1945 года).

## Биография
В октябре 1924 года поступил на службу в ВМФ матросом. Служил на миноносцах, крейсерах и учебном корабле «Горх Фок».
В октябре 1937 года переведен в подводный флот и в мае 1938 назначен на U-20, которой командовал Карл-Гейнц Мёле. После того как Мёле получил в июне 1940 U-123, он взял с собой Флейге.
В августе 1941 года Флейге переведен в береговые части 5-й флотилии в Киле (командиром флотилии стал все тот же Мёле). 1 апреля 1942 года произведен в лейтенанты.
3 декабря 1942 года назначен командиром подлодки U-18 (Тип II-B) в Чёрном море, на которой совершил 7 походов (проведя в море в общей сложности 206 суток).
Особый успех принесли Флейге военные действия против советских конвоев в Чёрном море.
18 июля 1944 года награждён Рыцарским крестом Железного креста. В августе 1944 года сдал командование и в декабре назначен инструктором 24-й флотилии и 1-й учебной подводной дивизии.
Всего за время военных действий Флейге потопил 2 судна общим водоизмещением 400 брт и повредил 2 судна водоизмещением 7801 брт.
В мае 1945 года интернирован союзниками. В августе 1945 года освобожден.